# Detector (chromatografie)
De detector is in een analytisch chromatografiesysteem het onderdeel dat de mobiele fase die van de kolom afkomt monitort en een signaal afgeeft dat verandert wanneer er een component van het te analyseren mengsel passeert. Een grafiek waarin detectorrespons wordt uitgezet tegen de tijd wordt een chromatogram genoemd.

## De ideale detector
De ideale detector heeft de volgende eigenschappen:
- Grote gevoeligheid voor veel verschillende componenten
- Goede stabiliteit en reproduceerbaarheid
- Een verband tussen respons en concentratie dat voldoet aan een bekende wiskundige functie, bij voorkeur een eerstegraads vergelijking (rechte lijn) met een zo hoog mogelijke richtingscoëfficiënt en waarvan de asafsnede dicht bij nul ligt.
- Een groot temperatuurgebied waarin de detector probleemloos werkt
- Een korte responstijd onafhankelijk van de flow
- Een hoge betrouwbaarheid en gemakkelijk te bedienen in de handen van niet-ervaren gebruikers
- Vergelijkbaar respons voor alle monsters of anders een hoge voorspelbaarheid van het signaal
- Niet-destructief ten opzichte van het monster

In werkelijkheid zal geen enkele detector kunnen voldoen aan al deze voorwaarden. Daarom zijn er verschillende typen detectors voor verschillende toepassingen ontwikkeld.

## Massaspectrometrie
Een massaspectrometer geeft de verdeling van de massa-ladingverhoudingen van de deeltjes die op een bepaald moment aanwezig zijn in de mobiele fase. Een massaspectrometer kan zowel in combinatie met gaschromatografie worden gebruikt (GC-MS) als in combinatie met vloeistofchromatografie (LC-MS). Een massaspectrometer voldoet aan veel (zij het niet alle) van de hierboven genoemde eigenschappen van een ideale detector. De kosten van een GC-MS zijn intussen zo laag dat deze massaspectrometers veel routinematig worden toegepast, maar vanwege de relatief hoge kosten wordt de LC-MS minder vaak gebruikt voor routinematige analysen.

## HPLC-detectors
Voor vloeistofchromatografietoepassingen (HPLC's) worden de volgende detectors min of meer regelmatig gebruikt:

### Spectrofotometrie
Spectrofotometrische detectors zijn selectieve detectors, wat inhoudt dat de spectrofotometrische detector selectief stoffen kan detecteren, door het aanpassen van de golflengte waarmee gedetecteerd wordt. 
Deze detectiemethode is gebaseerd op de wet van Lambert-Beer (A = ɛ ℓ C). De absorptie A van de mobiele fase wordt aan het einde van de kolom gemeten, bij een of meerdere golflengtes. De absorptie is de lichtintensiteit die de mobiele fase in wordt gestuurd minus de lichtintensiteit die er vervolgens weer uit komt. Deze intensiteit is afhankelijk van de molaire extinctiecoëfficiënt: ɛ. Het is essentieel dat de mobiele fase bij de relevante golflengte transparant is of een lage concentratie heeft. Indien dit niet het geval is, zal de absorptie zodanig groot worden, dat er geen of te weinig licht meer uit het monster komt. 
Wanneer de absorptie A, de extinctiecoefficiënt ɛ en de lengte van de cuvet ℓ bekend zijn, kunnen deze waardes ingevuld worden in de wet van Lambert-Beer. Op deze manier kan de concentratie van het monster berekend worden.
Bij spectrofotometrie zijn er twee verschillende detectiemogelijkheden: monochromatische detectie en polychromatische detectie. Monochromatische detectie houdt in, dat er bij een kleine bandbreedte van het spectrum, de absorptie wordt gemeten. Van het licht worden hier de ongewenste golflengtes weggefilterd, waardoor alleen de gewenste golflengtes door het monster gaan. Polychromatische detectors kunnen tijdens de meting de golflengte veranderen en zo een groot golflengtegebied in korte tijd langsgaan, of meerdere golflengtes simultaan meten, zodat de absorptie van het monster gemeten kan worden bij verschillende golflengtes of een groot gebied van golflengtes op te vangen zonder dat de circulatie in de kolom te onderbreken. 
Er bestaan twee soorten polychromatische detectors: de Photo Diode Array Detector (PDA) en de Variable Wavelength Detector (VWD). De PDA heeft als voordeel dat meerdere golflengtes tegelijkertijd opgenomen kunnen worden, waardoor iedere component gemeten kan worden bij de golflengte waarbij de betreffende component een absorptiemaximum heeft. Ook kan, aan de hand van het resulterende spectrum, een onbekende stof geïdentificeerd worden in de mobiele fase. De VWD kan maar bij één golflengte tegelijk meten, maar de signaal/ruisverhouding is gunstiger dan bij de PDA, waardoor componenten in lagere concentraties gemeten kunnen worden.

### Fluorescentiedetector

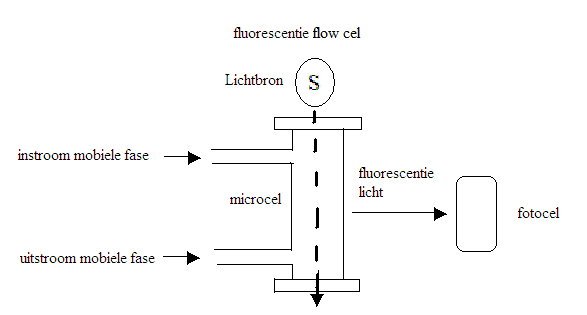
Schematisch overzicht van een flowcel in een fluorescentiedetector

Fluorescentiedetectors worden voornamelijk bij vloeistofchromatografie gebruikt en detecteren alleen fluorescente stoffen. Ongeveer 10% van de organische samenstellingen zijn fluorescent. Fluorescente stoffen hebben de capaciteit om een deel van het licht dat uitgezonden wordt door de lichtbron te absorberen en gedeeltelijk terug te zenden met een andere golflengte. De intensiteit van fluorescente stoffen is evenredig met de concentratie van de analyt, zolang de concentratie van de analyt laag wordt gehouden. De fluorescentiedetectors zijn erg gevoelig en worden daarom vaak gebruikt bij het analyseren van sporen. De reactie is slechts lineair over een relatief beperkt concentratiegebied van twee ordes van grootte. Daarboven treedt uitdoving op: het teruggezonden licht wordt geabsorbeerd door andere moleculen van het analyt.
Een flowcel wordt gebruikt als sensor waar het exciterende licht axiaal doorheen gaat. Een fotocel zit gevestigd aan de kant van de cel om het uitgezonden licht op te vangen. De celwand wordt vaak gemaakt van Pyrex glas om te verhinderen dat het exciterende licht (meestal uv-licht) de fotocel bereikt. Wanneer het fluorescente monster in de cel zit, absorbeert deze het exciterende licht en zendt dit in een andere golflengte weer uit. Het geëmitteerde licht en wordt ontvangen door de fotocel. De intensiteit van het licht wordt door een computer geregistreerd. Het exciterende licht kan bij 254 nm (uv) door een kwiklamp veroorzaakt worden, of het licht kan van een deuteriumlamp zijn dat bij elke golflengte geproduceerd kan worden door een monochromator.
Het meetdomein van de fluorescentiedetector, in hoeverre de detector stoffen kan detecteren, kan uitgebreid worden door het gebruik van een derivatiseringstechniek. Dit houdt in dat stoffen ofwel voordat ze in de kolom gaan of als ze net uit de kolom komen worden gemodificeerd tot afgeleiden (of derivaten), waardoor ze beter zijn te detecteren. Er zijn een aantal reagentia die specifiek ontwikkeld zijn om fluorescente derivaten te synthetiseren. Voor deze methode wordt een automatische reagensautomaat of voorafgaand aan de kolom of tussen de kolom en detector geplaatst. Dit wordt gedaan om het monster 1 of meerdere reacties te laten ondergaan en deze fluorescent te maken voor of nadat het monster is geïnjecteerd.

### Brekingsindexdetector

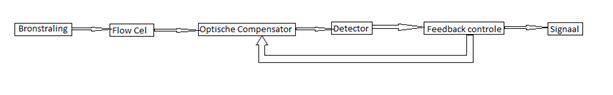
Schematisch overzicht van een RI-detector

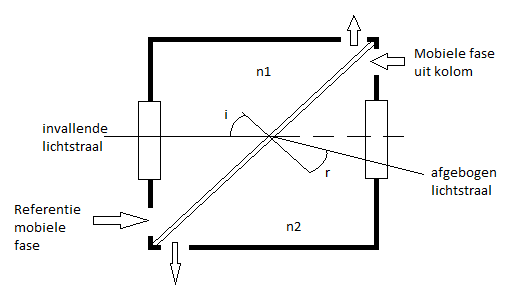
Schematisch overzicht van een flowcel in een RI-detector

De brekingsindexdetector (RI-detector) is gebaseerd op het principe van de brekingsindex (refractie-index). De detector bestaat schematisch uit twee compartimenten, waarvan één is gevuld met pure mobiele fase en één met de mobiele fase, die van de kolom af elueert. In de praktijk gebeurt het vaak dat de optische eigenschappen van deze media verschillen, en vaak komen deze fases slechts bij één golflengte overeen. Het uitgezonden licht is daarom praktisch altijd monochromatisch. Wanneer er een stof uit de kolom elueert, verandert deze stof de optische eigenschappen van de mobiele fase, waardoor ook de refractie-index verandert. Deze verandering van de refractie-index wordt gevisualiseerd in de vorm van een verandering van de hoek van de uitgezonden lichtstraal. Door middel van terugkoppeling kan deze verandering geregistreerd worden en uitgezet. De detector registreert zowel positieve als negatieve pieken, waardoor de nullijn van de grafiek in het midden is uitgezet. 
De brekingsindexdetector is een van de minst gevoelige LC-detectors. Dit komt doordat hij zeer gevoelig is voor veranderingen in temperatuur, druk en flow. Als een gevolg hiervan, moet de temperatuur van de detector worden gereguleerd tot op 0,001°C nauwkeurig, evenals de temperatuur in de kolom. Ook is het niet mogelijk om een RI-detector te gebruiken bij een HPLC met een gradiënt. In dat geval zal de mobiele fase uit de kolom steeds meer afwijken van de pure mobiele fase. Hierdoor zal de refractie-index veranderen en de grafiek een piek weergeven, terwijl dit niet komt door een analyt. De RI-detector wordt vaak gebruikt in combinatie met andere detectoren. 
Ondanks deze nadelen wordt de RI-detector vaak gebruikt. Dit komt doordat de detector ideaal is voor het detecteren van niet-ionische stoffen, die geen uv-straling absorberen en niet fluoresceren. Stoffen die het beste te detecteren zijn met de RI-detector, zijn vetzuren, alcoholen, suikers etcetera.

### Evaporative Light Scattering Detector
In een ELSD-detector wordt de mobiele fase die van de kolom af komt continu verneveld. Deze nevel wordt beschenen met een lichtbron. De druppeltjes waar de nevel uit bestaat weerkaatsen een deel van het licht, en de intensiteit van dat weerkaatste licht wordt gemeten met een lichtgevoelige cel. Op het moment dat er een component van de kolom af komt, verandert de gemiddelde grootte van de druppeltjes, waardoor ook intensiteit van het weerkaatste licht verandert. Deze verandering in intensiteit wordt geregistreerd door de lichtgevoelige cel en resulteert in een piek in het chromatogram.
Het voordeel van een ELSD-detector is dat er een zeer breed scala aan componenten mee gemeten kunnen worden; stoffen die op geen enkele manier optisch actief zijn (en dus niet gedetecteerd kunnen worden met een spectrofotometer, fluorescentiedetector of brekingsindexdetector) kunnen vaak wel gedetecteerd worden met een ELSD-detector. Het nadeel is dat de signaal-ruisverhouding vaak minder gunstig is dan bij de eerder genoemde detectoren.

## Gaschromatografiedetectors
Voor gaschromatografietoepassingen worden de volgende detectors min of meer regelmatig gebruikt:

### Vlamionisatiedetector(FID)
De werking van een FID is als volgt: de kolom wordt geleid naar een smalle lucht-waterstofvlam. De meeste organische stoffen produceren ionen en elektronen bij de pyrolyse van het molecuul door de temperatuur van de vlam. De detectie geschiedt door de stroom geproduceerd bij het verzamelen van deze ladingen. 

### Thermal conductivity detector(TCD)
De TCD was een van de eerste detectors die gebruikt werden bij gaschromatografie. De detector bevat een elektrisch verwarmde bron, waarvan de temperatuur bij een constant vermogen afhangt van de thermische geleidbaarheid van het omringende gas. Het verhitte element kan platina, goud of wolfraam zijn.

### Electron capture detector(ECD)
De ECD wordt veel in gebruik bij milieuonderzoeken, omdat de detector selectief reageert op halogeen bevattende organische stoffen. De werking van de detector is als volgt: het monster wordt van de kolom geleid naar een radioactieve β-straler, gebruikelijk nikkel-63. Een elektron van de straler zorgt voor ionisatie van het dragergas en de productie van een hoop elektronen. In de afwezigheid van organische stoffen is een constant potentiaal tussen beide elektroden aanwezig. Wanneer er organische moleculen met elektronegatieve functionele groepen aanwezig zijn in de matrix zal het potentiaal kleiner worden omdat elektronegatieve groepen proberen elektronen te binden.

### Thermoionische detector
De thermionische detector is gevoelig voor stikstof- en fosforhoudende organische verbindingen en wordt daarom veel gebruikt in de detectie van fosforhoudende pesticiden. De thermoionische detector is vergelijkbaar in structuur met de FID. Het effluent uit de kolom wordt gemixt met waterstof, komt langs een ontstekingsmechanisme en wordt verbrand. Het hete gas wordt geleid in een elektronisch verwarmd rubidiumsilicaat-bed dat bij 180 V overgaat in een plasma.

## Registratie van het signaal
Het registreren van het signaal van de detector kan op twee manieren gebeuren: met een analoge plotter of met behulp van een A/D-omzetter en een computer. Overigens dient opgemerkt te worden dat de methode met de plotter sinds de opkomst van de computer nauwelijks nog toegepast wordt.

### Signaalregistratie met behulp van de computer
Bij de bepaling van de oppervlakte onder de pieken met behulp van de computer maakt men gebruik van chromatografische software. Die wordt niet alleen gebruikt voor de controle en werking van de chromatograaf, maar ook voor dataverwerking volgens voorgeprogrammeerde methodes. Het signaal van de detector wordt door de analoog-digitaalomzetter (ADC) omgezet naar een digitaal signaal met een frequentie die ingesteld kan worden in de software. Meestal ligt deze frequentie tussen 0,1 Hz (1 datapunt per 10 seconden) en 10 Hz (10 datapunten per seconde). Het is een goed gebruik om de frequentie zodanig te kiezen dat de smalste piek in het chromatogram een breedte heeft van ongeveer twintig datapunten. Twintig datapunten is voldoende om een piek accuraat te kunnen kwantificeren; het opnemen van meer dan twintig datapunten per piek heeft geen meerwaarde en neemt alleen maar geheugenruimte in beslag. 
Verder hebben de meeste softwarepakketten de mogelijkheid om de basislijn te corrigeren, negatieve signalen te behandelen en allerlei andere methodes om oppervlaktes van pieken te berekenen.

### Signaalregistratie met behulp van een plotter
Bij systemen die een analoog signaal vastleggen met een plotter werd er een rol papier met een gelijkmatige snelheid onder een geleider met een pennetje doorgeleid. Dat pennetje had een positie ten opzichte van de geleider die afhankelijk was van het analoge signaal van de detector: als de detector geen signaal afgaf, bevond het pennetje zich helemaal aan de rechter- of linkerkant van de geleider, en als het signaal maximaal was bevond het pennetje zich aan de tegenovergestelde kant. Doordat zowel het papier als het pennetje bewogen, tekende het pennetje een grafiek van het detectorsignaal uitgezet tegen de tijd op het papier. De oppervlakte van de ruimte onder de pieken kon bepaald worden door de pieken uit te knippen en te wegen op een precisieweegschaal. 